# Kurt Lewin
Kurt Zadek Lewin (Mogilno, Poroszország, 1890. szeptember 9. – Newtonville, Massachusetts, Amerikai Egyesült Államok, 1947. február 12.) amerikai-német pszichológus, egyike a modern társadalmi-, szervezeti- és alkalmazott pszichológia úttörőinek. Elismerik mint a „társadalmi pszichológia atyját”, aki az elsők között tanulmányozta a csoportok dinamikáját, és a szervezeti fejlődést.

## Élete
1890-ben született a poroszországi Mogilno városában. Az alsó-középosztálybeli zsidó családban négyen voltak testvérek. Apjának volt egy kis farmja és egy kis vegyeskereskedése. Családja 1905-ben Berlinbe költözött. 1909-ben felvételt nyert a Freiburgi Egyetemre, ahol orvostudományt tanult, de abbahagyta és a müncheni Lajos–Miksa Egyetemen kezdett el biológiát tanulni. Itt kezdett el érdeklődni a szocialista mozgalom, és a nők jogait érintő kérdések iránt. 1910-ben kezdte meg pszichológiai tanulmányait a Berlini Egyetemen. Az első világháborúban a német hadseregben harcolt. A háború alatt közlegényből katonatiszt lett, és elnyerte a Vaskeresztet is. Sebesülés miatt visszatérhetett a Berlini Egyetemre, ahol befejezhette a PhD-jét, Carl Stumpf irányítása alatt.
Eredetileg a behaviorizmus iránt érdeklődött, de elkezdett dolgozni gestaltpszichológusokkal (Max Wertheimer, Wolfgang Köhler), akik hatására ebbe az irányba fordult. Csatlakozott a Berlini Pszichológia Intézethez, ahol filozófiát és pszichológiát is tanított. 1921-ben az egyetem Privatdozentje, 1927-ben Ausserordentlicher Professora lett. Lewin összefüggésbe hozható a korai Frankfurti Iskolával, amit befolyásos zsidó származású marxisták alapítottak, a németországi Viselkedéskutatási Intézetben. Amikor Adolf Hitler 1933-ban hatalomra került, az intézet tagjait elbocsátották, akik először Angliába majd Amerikába menekültek.
Lewin 1933 augusztusában emigrált Amerikába, ahol 1940-ben állampolgárságot kapott. Még 1930-ban a Stanford Egyetemen meghívott pszichológiaprofesszorként tanított fél évet. Amerikai emigrációja alatt tanított két évet a Cornell Egyetemen, majd az Iowa Egyetemen a Gyermekjóléti Kutatási Központban (Child Welfare Research Institution – CWRI) dolgozott. Később a MIT pszichológiaprofesszori és Csoportdinamika Kutatóközpont igazgatója lett.
1944-ben megalapította a Csoportdinamikai Kutatóközpontot (Massachusetts Institute of Technologyban). Még halála előtt Main államban, Bethelben megalakult a Nemzeti Képzési Laboratórium (National Training Laboratory), ahol nyári tanfolyamokon képezték ki a vezetőket a csoportdinamikai alapelvek használására, ez volt a Tréning-csoport (T csoport).
1946-ban felhívta a Connecticut Állami Faji Bizottság (Connecticut State Inter Racial Commission) igazgatója, hogy segítsen hatékony módot találni a faji és vallási előítéletek ellen. Felállított egy műhelyt, ahol az előítélet változtatással kísérleteztek, ahol lefektette az „Sensitivity training” alapját. Newtonville-ben, Massachusetts-ben halt meg szívrohamban, ötvenhatévesen, 1947-ben.

## Munkássága
Lewin úgy gondolta, hogy sem a környezet (rendszer) (veleszületett tendenciák), sem a gondozás (ahogy a tapasztalatok formálják az egyén életét) nem képes egyedül magyarázni az egyén viselkedését vagy a személyiségét, de mindkettő hatással van egymásra az egyén formálásában. Ezt a gondolatot egy függvényben határozta meg, amit Lewin viselkedés egyenletének is hívunk B=ƒ(P,E).
Mind Németországban, mind Amerikában programjai vonzották a női hallgatókat. Valószínűleg ez tárgyának köszönhető (kogníció és a percepció társas elemei, gyermekek, alkalmazott területek) és a korszellemnek, mely korlátozta a nők helyzetét, így azokat a témákat is, amelyek iránt érdeklődhettek.

## Kiemelkedő pszichológusok, akik Lewinnél tanultak
- Leon Festinger, aki a kognitív disszonancia elméletével (1956) lett híres
- Roger Barker, környezetelvű pszichológus
- Bluma Zeigarnik, akit a Zeigarnik-effektus tett híressé
- Morton Deutsch, a modern konfliktusmegoldás elméletének és gyakorlatának kialakítója

### A topológiai pszichológia
A gestaltista elveket a motiváció, a személyiség és a szociális folyamatok tanulmányozására használta.

#### A mezőelmélet
A személyt úgy tekinti mint aki folyamatosan interakcióban áll a pszichológiai erők területén belül. Tehát a személy (P-person) magatartása (B-behavior) a személy környezetével (E-enviroment) folytatott interakciójának függvénye, tehát B=ƒ(P,E). Ezt más néven Lewin viselkedés egyenletének hívjuk. A környezeten a pszichológiai és pszichobiológiai környezetet értette.

#### Az élettér (life space)
Az egyén cselekvései is egy mezőben lépnek fel. Ezt nevezzük élettérnek. Ez összefoglalja az egyénre ható összes hatást, vagyis motivációs állapotot (pl. éhség, szomjúság), és érzékleteket (pl. vezetés közben látott fények és hallott hangok, az étteremből kiáramló illatok). Az élettér tartalmának egyetlen feltétele, hogy a személy tudatában legyen. Ezeket a behatásokat Lewin „pszichológiai tényeknek” nevezte. Ahhoz, hogy ezeket illusztrálja, a topológiától kölcsönzött fogalmakat. A topológia az a tudományág, amely a matematika egyik formájaként a geometriai alakok nem változó jellemzőivel foglalkozik, de azok az alakot bizonyos módon változtatják.
A pszichológiai tények értékekkel (valenciával) bírnak. Ezt vagy ’+’, vagy ’-’ jel mutatja a modellben. Amely tények nem képviselnek értéket az egyén számára, nem viselnek jelet.

#### Hodológia (hodology)
Ezt a tudományt Lewin arra használta, hogy kimutassa az élettéren belüli energiaösvényeket. Az egyén életterének megjelenítéséhez görbéket használt, melyeken belül helyezkedtek el a pszichológiai tények. A görbén kívül azok az események, objektumok helyezkednek el, amik nem képezik részét a személy életterének.
Lewin vektorokat használt az egyénre ható hajtó vagy korlátozó pszichológiai erők bemutatására. Ezt az A handbook of Child Psychology (Lewin, 1931) című könyvében tárgyalta. Egyik alapvető elképzelése az volt, hogy az élettér kiterjedése nő és egyre differenciáltabbá válik a kor előrehaladtával. A differenciálódás mind időileg, mind fizikailag fellép, tehát az idősebb gyermek élettere nemcsak a jelen pszichológia tényeit tartalmazza, hanem a múlt, és a jövő pszichológiai tényeit is. 
Lewin három konfliktust figyelt meg, amelyek mind a felnőtteknél, mind a gyerekeknél megtalálhatóak. Ezek a közeledés-közeledés konfliktus, a közeledés- elkerülés konfliktus és az elkerülés-elkerülés konfliktus. A konfliktust úgy definiálta, „mint a megközelítőleg egyenlő mezőerők szemben állása”.
A közeledés-közeledés konfliktusnál két egyaránt pozitív valenciájú élmény között kell választani. Például aközött kell választani az egyénnek, hogy kirándulni menjen, vagy kártyázzon a barátaival. Ez a konfliktust általában könnyű feloldani, mert mindkét választás pozitív valenciájú. Lewin rámutatott arra, hogy a döntés után az egyén sokszor kevésbé értékesnek tekinti a választott célt, mint a visszautasítottat.
A közeledés-elkerülés konfliktusban a célnak egy időben negatív és pozitív valenciával rendelkezik. Például ilyen, amikor az egyén szeretne megtanulni lovagolni, de fél attól, hogy a ló ledobja a hátáról. A vektorok hosszával illusztrálható, hogy a vonzó, vagy a taszító erő közül melyik az erősebb.
Az elkerülés-elkerülés konfliktusban az egyénnek két negatív valenciájú cél között kell választani. Ilyen, amikor az egyénnek végre kell hajtania egy feladatot, különben büntetést kap. Mindkét lehetőség taszítja az egyént. Az eredmény gyakran az, hogy az egyén megpróbálja a mező elhagyását.

### Iowai Gyermekjóléti Kutatási Központ
Gyermekpszichológia professzorként dolgozott itt 10 évet. Két elképzelés vezetett jelentős és elismert vizsgálathoz.
Az egyik legkiterjedtebb vizsgálatban Lewin, Lippitt és White (1936) 10 éves fiúgyerekekből három csoportot alakítottak ki. Feladatokat kellett megoldaniuk, felnőttek különböző vezetési stílusa mellett: autoriter, demokratikus és laissez-faire (amikor a felnőttek nem szólnak bele a gyerekek viselkedésébe). Az autoriter vezetés mellett a csoporton belül növekedett az agresszió, a gyerekek bűnbakot választottak, aki felé irányulhatott az agresszió. A demokratikus vezetés mellett a társas légkör barátságosabb volt és több feladatot végeztek el. A laissez-faire vezetés mellett alig végezték el a kitűzött feladatot.
Lewin úgy gondolta, hogy az egyén a fejlődéssel differenciáltabb lesz, tehát a regresszió a személyiség kisebb differenciálódásával jár, amit Lewin dedifferenciálódásnak nevezett. A hipotézisének vizsgálatához Barker, Dembo és Lewin (1943) először megengedték a gyerekeknek, hogy játsszanak mindennapi játékokkal. A megfigyelők lejegyezték, majd értékelték a gyerek játékának konstruktivitását és destruktivitását, majd az értékekhez hozzá rendeltek egy fejlettségi kort. Ezután a gyerekek az eredeti játékteret leválasztó üvegfal mögött játszottak különösen érdekes játékokkal, például egy olyan babaházzal, ami elég nagy volt ahhoz, hogy beleférjen egy gyerek. Végezetül arra kényszerítették a gyerekeket, hogy menjenek vissza a mindennapos játékokkal játszani, de az üvegfalon keresztül láthatták a különösen érdekes játékokat. Az ennek hatására fellépő frusztráció regresszióhoz és dedifferenciációhoz vezetett, ami a gyermeki játék minőségében drámai zuhanásként jelent meg.

### Az akciókutatás
Miután elhagyta Iowát, Lewin hozzálátott „akciókutatásaihoz”. Ezek célja az aktuális problémák megoldása volt. Az 1946-ban kiadott tanulmányában, a Action Research and Minority Problems-ben részletezi nézeteit. Az akciókutatások egyik példája a véleményváltoztatás hatékony módozatait kutatta, különös tekintettel a második világháború alatt kapható ételekkel kapcsolatban. A nőket két részre osztották. A nők egyik csoportja lendületes előadást hallgatott ahol az élvezhetetlen, de tápláló ételeket népszerűsítették, a nők másik fele pedig a nem szeretett ételek vásárlásának és fogyasztásának előnyeit vitathatták meg. A csoportmegbeszélések és a viselkedésváltozás melletti elköteleződés hatékonyabb volt, mint az egyéni megbeszélések és a lendületes előadás.

### Csoportdinamikai Kutatóközpont
Annak hatására, hogy az MIT-n megalapította a Csoportdinamikai Kutatóközpontot, a csoportdinamika tanulmányozása felerősödött. Lewin és követői a csoportkohéziót, a csoporttal való azonosulást, a csoporton belüli kommunikációt és a csoportdöntési folyamatokat vizsgálták. Maine államban, Bethelben megalakult a Nemzeti Képzési Laboratórium (National Training Laboratory) is, ahol nyári gyakorlaton képezték ki a vezetőket a csoportdinamikai elvek használatára. Ezeket a csoportokat nevezték „T csoportoknak”.

## Magyarul
- A mezőelmélet a társadalomtudományban. Válogatott elméleti tanulmányok; ford. Józsa Péter, bev. Mérei Ferenc; Gondolat, Bp., 1972 (Társadalomtudományi könyvtár)
- Csoportdinamika. Válogatás Kurt Lewin műveiből; vál. Mérei Ferenc, Szakács Ferenc, ford. Illyés Sándor, Mérei Ferenc, bev. Mérei Ferenc; Közgazdasági és Jogi, Bp., 1975
- Nemzetkarakterológiák. Rónay Jácint, Hugo Münsterberg és Kurt Lewin írásai; szerk. Hunyady György, első tan. nyelvi átírása Terbe Erika, Oszkó Bea, második, harmadik tan. ford. Berkics Mihály; Osiris, Bp., 2001 (Osiris könyvtár. A szociálpszichológia klasszikusai)

## Fordítás
- Ez a szócikk részben vagy egészben  a   Kurt Lewin című angol Wikipédia-szócikk ezen változatának fordításán alapul.  Az eredeti cikk szerkesztőit annak laptörténete sorolja fel. Ez a jelzés csupán a megfogalmazás eredetét és a szerzői jogokat jelzi, nem szolgál a cikkben szereplő információk forrásmegjelöléseként.